# Jardin à l'italienne
Pour les articles homonymes, voir Jardin (homonymie) et Italie (homonymie).
Le  jardin à l'italienne (giardino all'italiana, en italien) est un type de jardin d'agrément, de la Renaissance italienne de XVe siècle et du Baroque du XVIe siècle au XVIIIe siècle. Il inspire la création des jardins à la française du XVIIe siècle (et par contraste du jardin à l'anglaise du XVIIIe siècle). 

## Histoire

### Jardin Renaissance à l'italienne

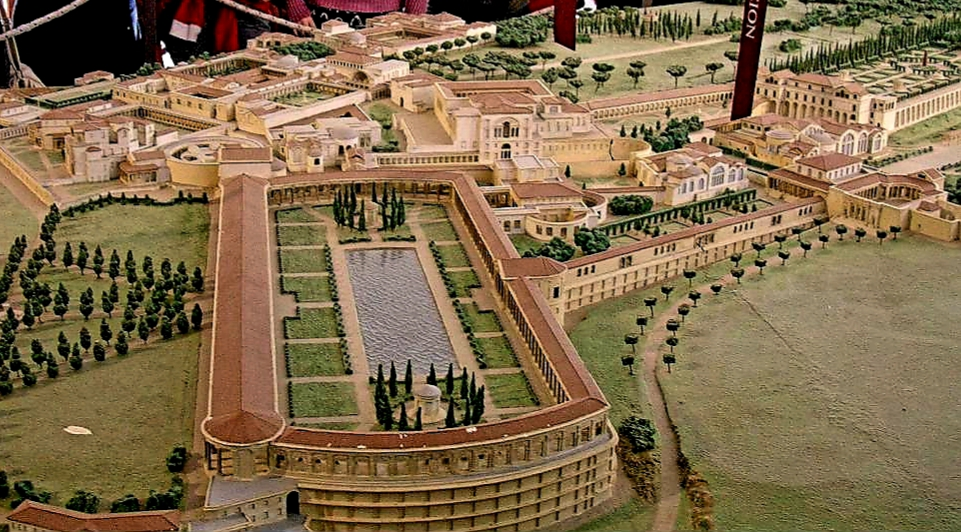
Jardins romains de la Villa d'Hadrien de Tivoli (IIe siècle)

Inspiré des jardins romains des villas romaines de la Rome antique, le jardin à l'italienne succède aux jardin médiéval et jardin de curé du Moyen Âge au moment de la Renaissance italienne de XVe siècle. Il est attribué à Niccolò Tribolo (architecte-sculpteur de Florence en Toscane, épicentre de la Renaissance italienne) avec la création de ses premiers jardins italiens de villa médicéenne pour la maison de Médicis, avec pour chef-d’œuvre le jardin de Boboli des collines des abords de l’Arno de Florence,,. Les jardins à l'italienne mettent en valeur les villas italiennes, s'intégrent dans des paysages toscans italiens vallonnés de cultures, de vignes, vergers et d'oliveraies, et reprennent les idéaux d'ordre et de beauté lyrique de l'art et de l'architecture Antique de la civilisation gréco-romaine, pour la contemplation, le plaisir, le divertissement, et l'ordre. Ils sont inspirés par les descriptions détaillées des jardins romains données par des œuvres Antiques telles que les Métamorphoses d'Ovide, des lettres de Pline le Jeune, ou encore l'Histoire naturelle de Pline l'Ancien... 

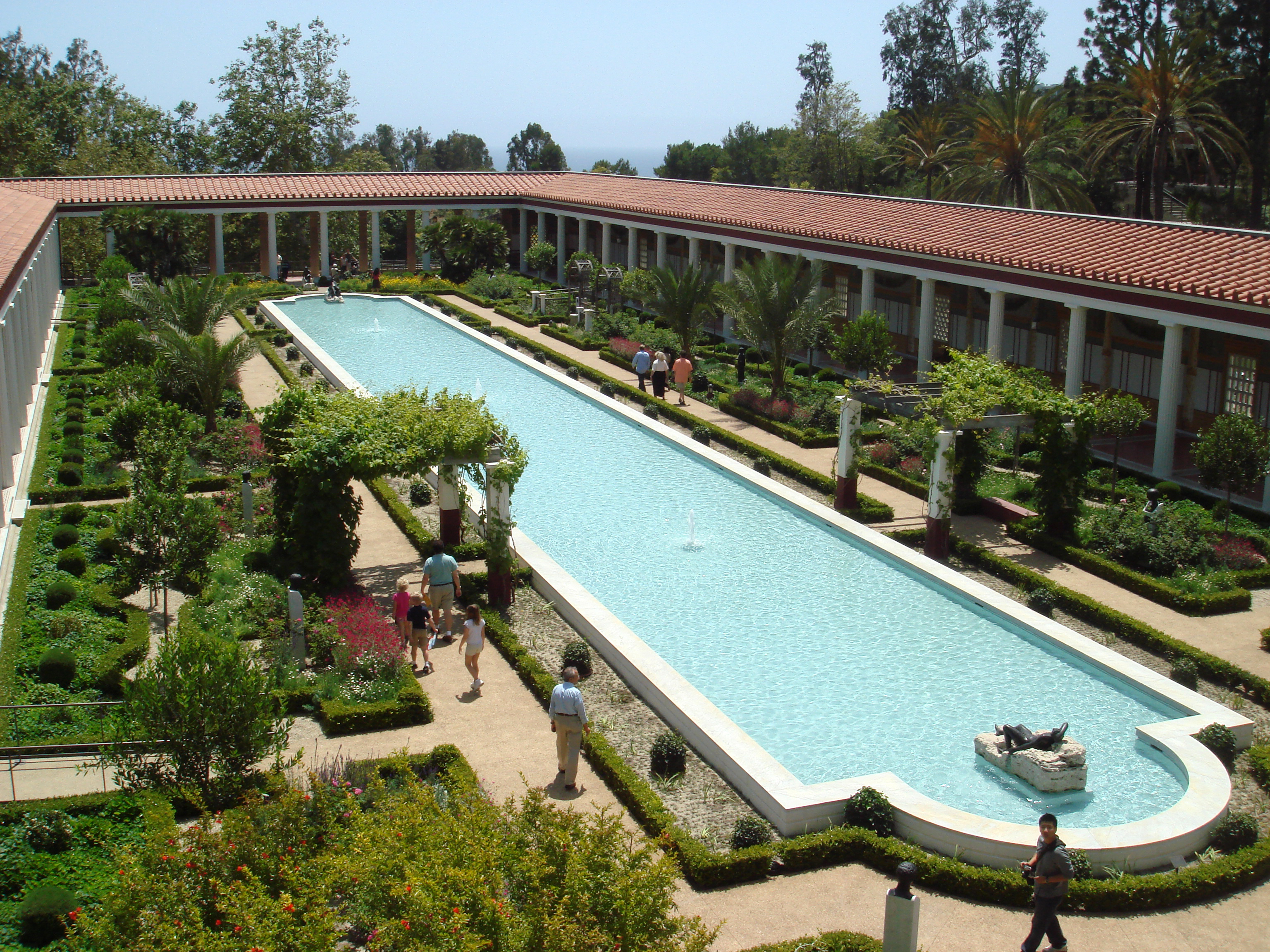
Jardin à l'italienne de la Villa Getty de Los Angeles (Californie)
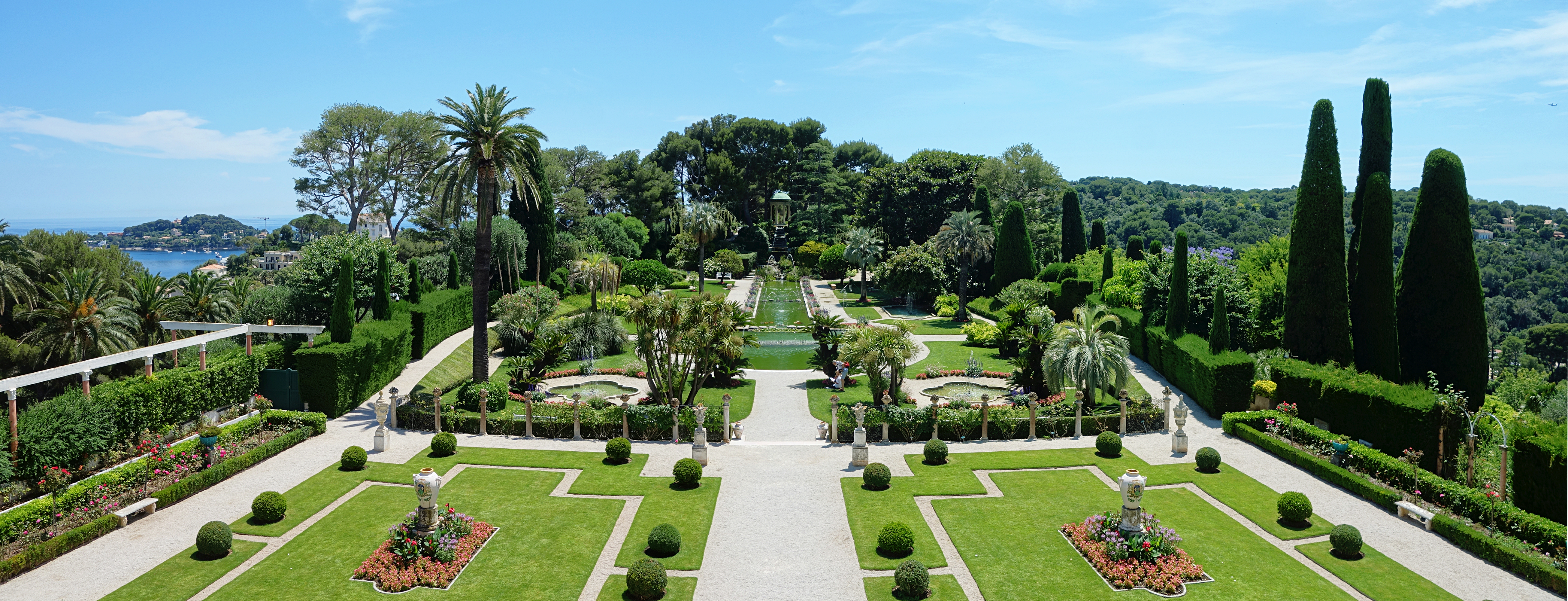
Jardin à l'italienne de la Villa Ephrussi de Rothschild (Côte d'Azur)
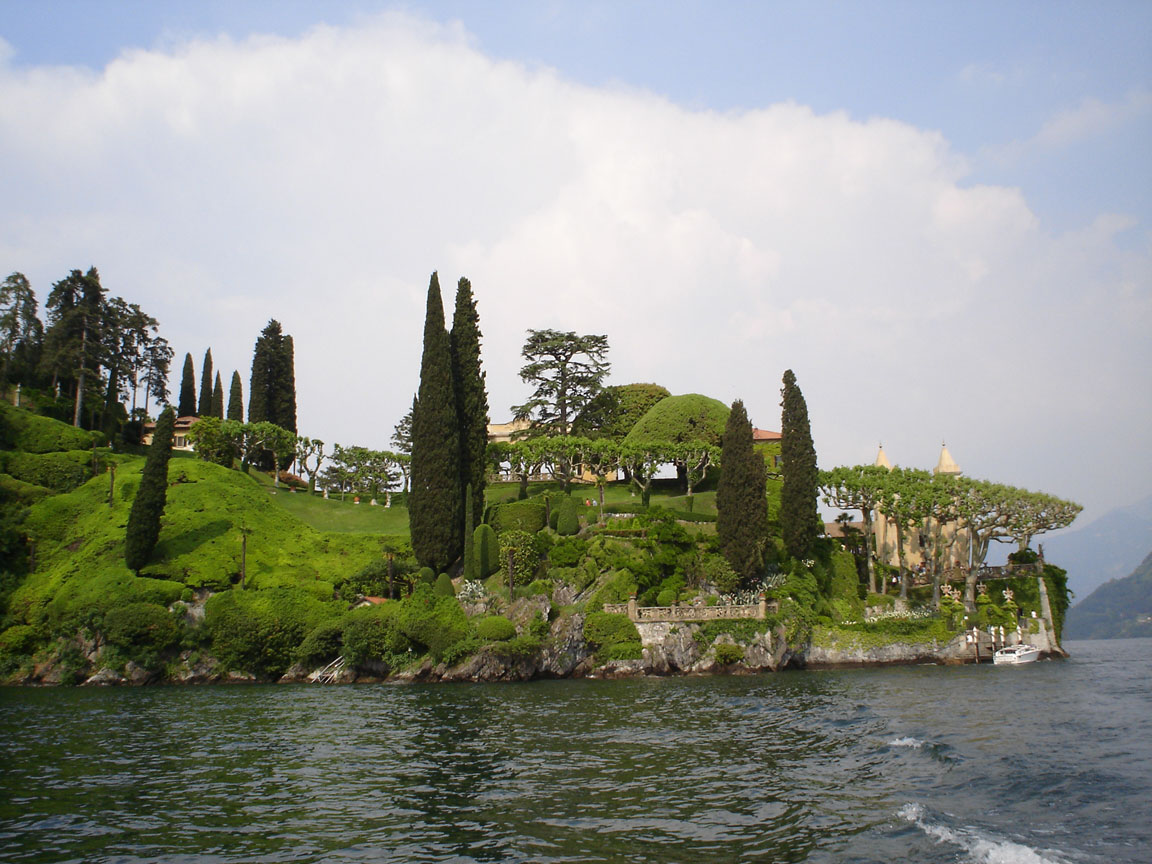
Jardin à l'italienne de la Villa Balbianello du lac de Côme
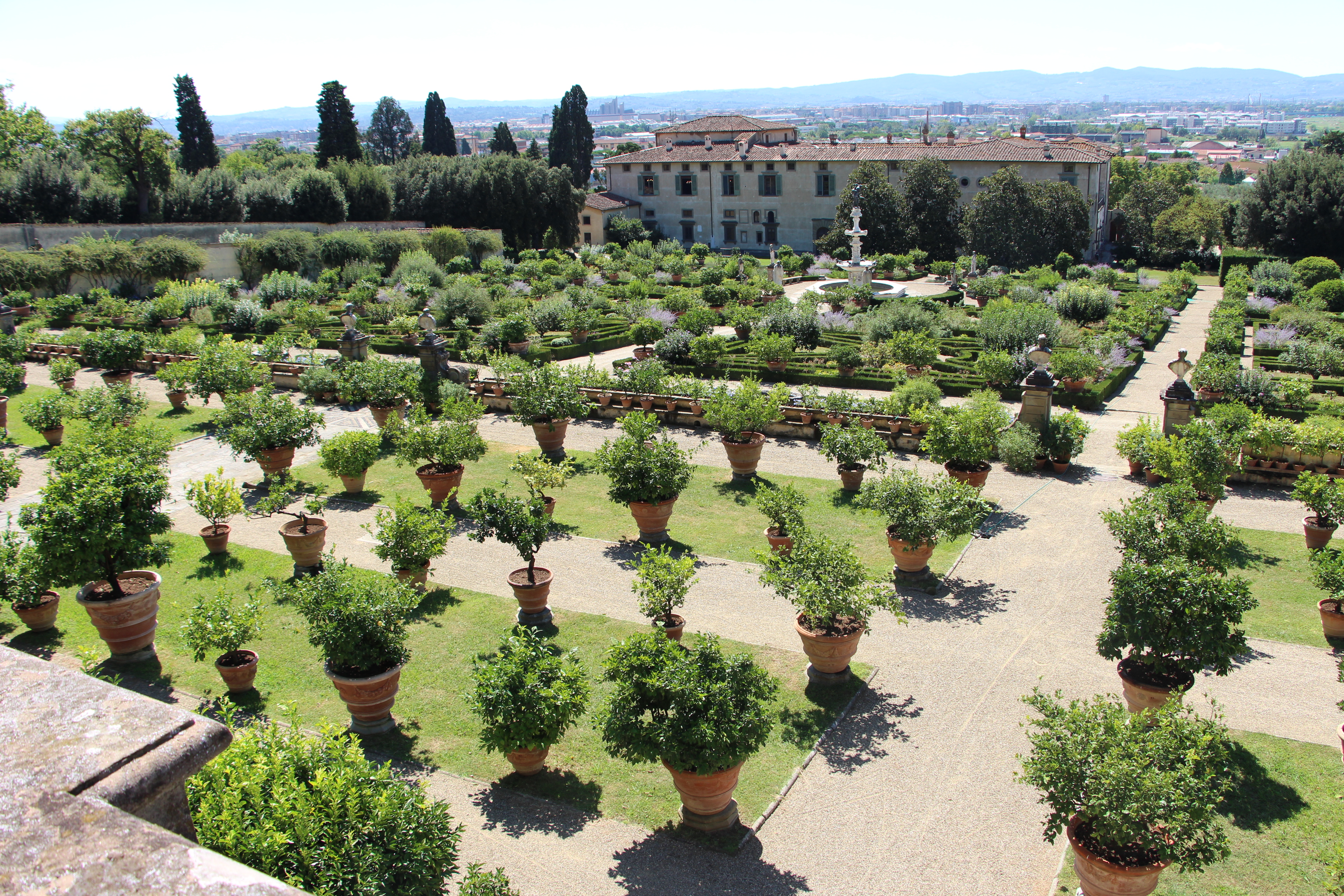
Villa Medicea di Castello de Florence

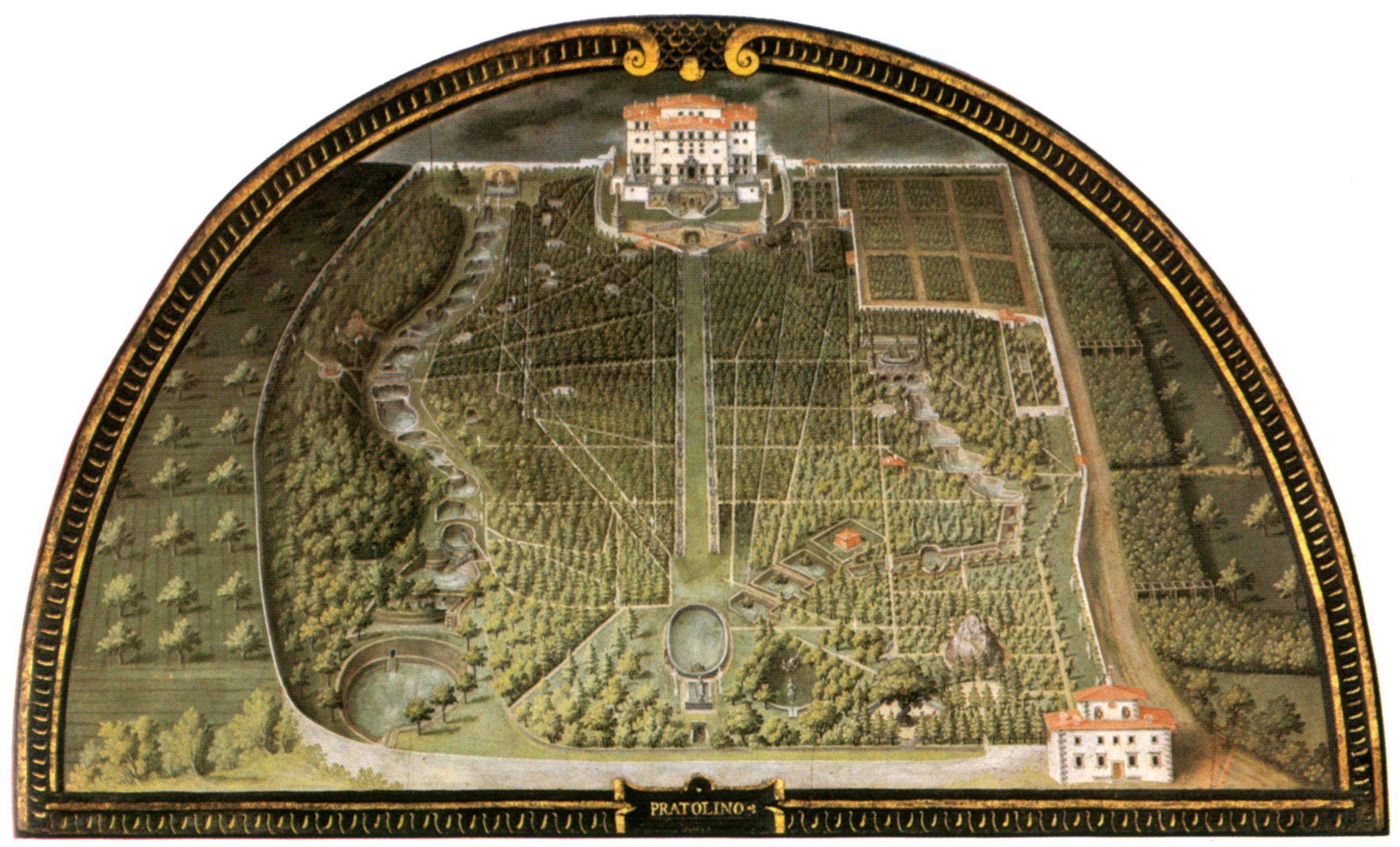
Jardin de la Villa di Pratolino près de Florence, médaillon de Giusto Utens, du Museo di Firenze com'era.

Durant la Renaissance italienne, l'évolution de l’art des jardins d'agrément s'effectue sans renoncer aux thèmes médiévaux qui usaient de pelouses, de treilles, de charmilles et de fontaines ornées de statues. La composition s'opère toutefois dans des ensembles plus vastes, étagés en terrasses et ouvrant sur de larges perspectives. Le jardin à l'italienne se caractérise par sa capacité à exploiter le paysage naturel environnant. La composition des plans horizontaux en terrasses, l'utilisation d'écrans de végétation taillés créent des échappées qui encadrent et mettent en valeur le paysage de la campagne italienne. Ce mode de composition, que l'on retrouve dans la peinture de la Renaissance Italienne, reflète l'idéal d'ouverture de la pensée humaniste de la Renaissance.

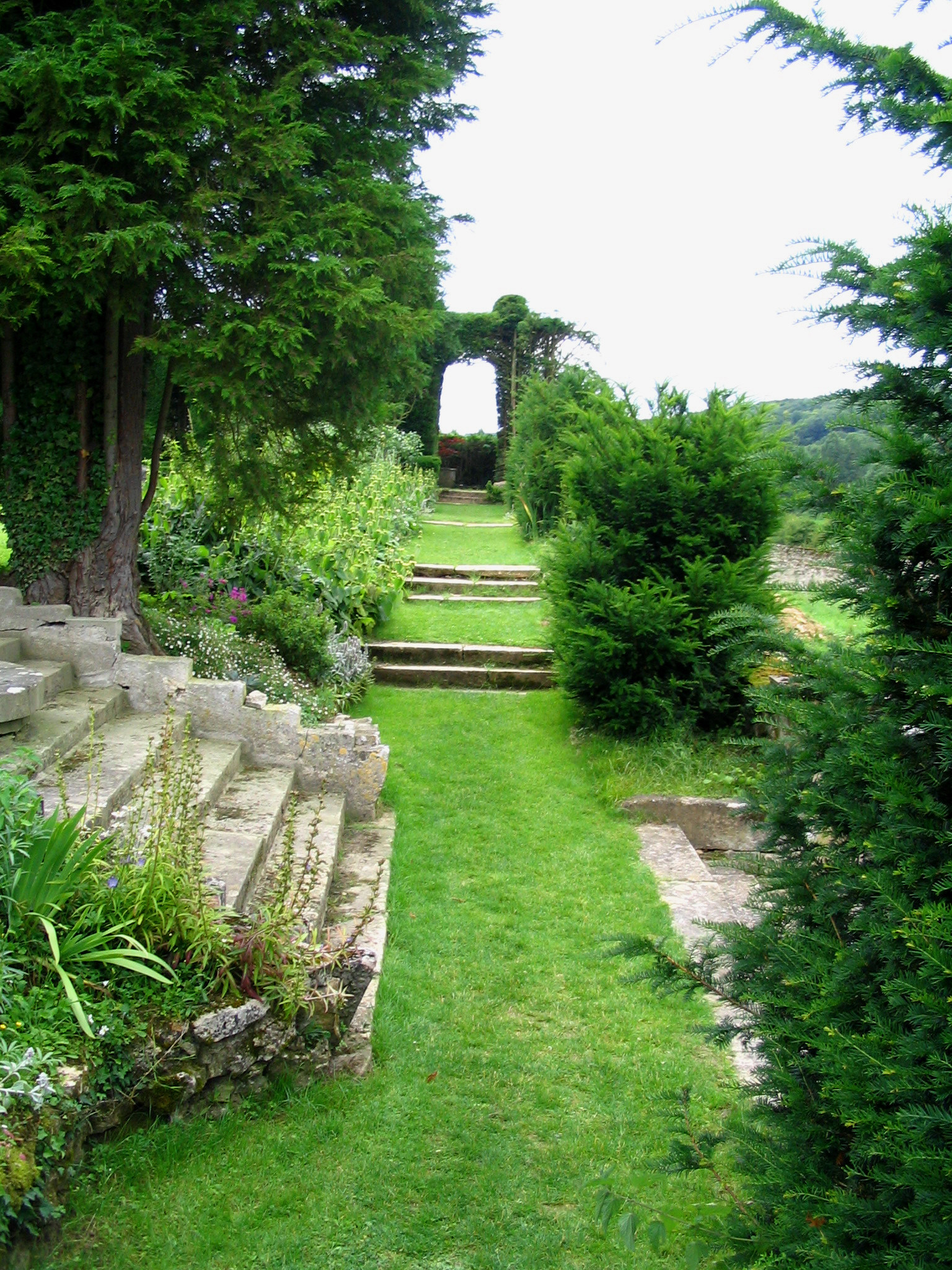
Composition des écrans végétaux pour ouvrir sur la campagne environnante. Château d'Ambleville

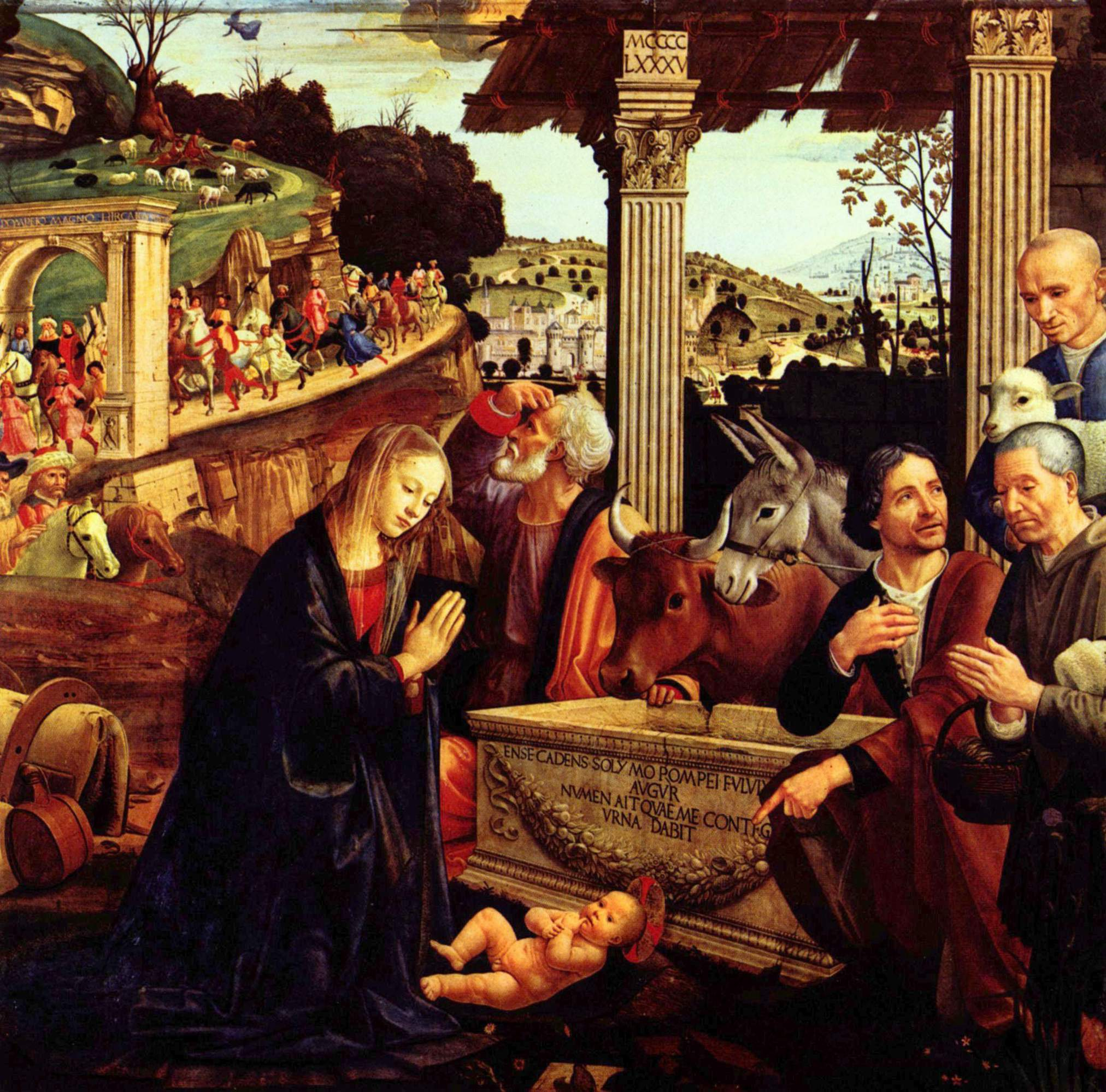
La composition de la peinture italienne de la Renaissance met en valeur les paysages d'arrière-plan. Domenico Ghirlandaio, 1485

Les jardins à l'italienne sont structurés, architecturés et proportionnés en divisions mathématiques, épurées, équilibrée, harmonieuses et élégantes de l’espace dominée par la géométrie et la symétrie. Ils sont constitués de terrasse à balustre, de palissade de verdure, de pergola et de tonnelle, d'art topiaire géométrique ou fantaisiste, de jardins d'eau (fontaine, bassin, chute d'eau, miroir d'eau), de poterie en terre cuite, de rocaille et des végétaux méditerranéens harmonieusement ordonnancés (buis, if, olivier, cyprès, pin parasol, cèdre, palmier, citronnier, oranger, rosier, vigne, glycine...). On y représente les vicissitudes de la vie et la difficile recherche philosophique de la vérité, symbolisées par la présence allégorique de labyrinthe, les destins humains échappant aux hommes par des statuaires de style sculptures romaines antiques de la mythologie romaine, telles que Jupiter, des grottes représentent l'origine terrestre allégorique des hommes... Les jardins florentins sont situés autour des villas, presque toujours médicéennes, les mettant en valeur et servant de théâtre à leurs fêtes fastueuses. Dans ces jardins, des automates actionnés par la force de l'eau permettent des scénographies festives,,.

### Jardin baroque à l'italienne
Les jardins baroques à l'italienne succèdent aux jardins Renaissance en s'inspirant de l'art baroque du XVIe siècle. 

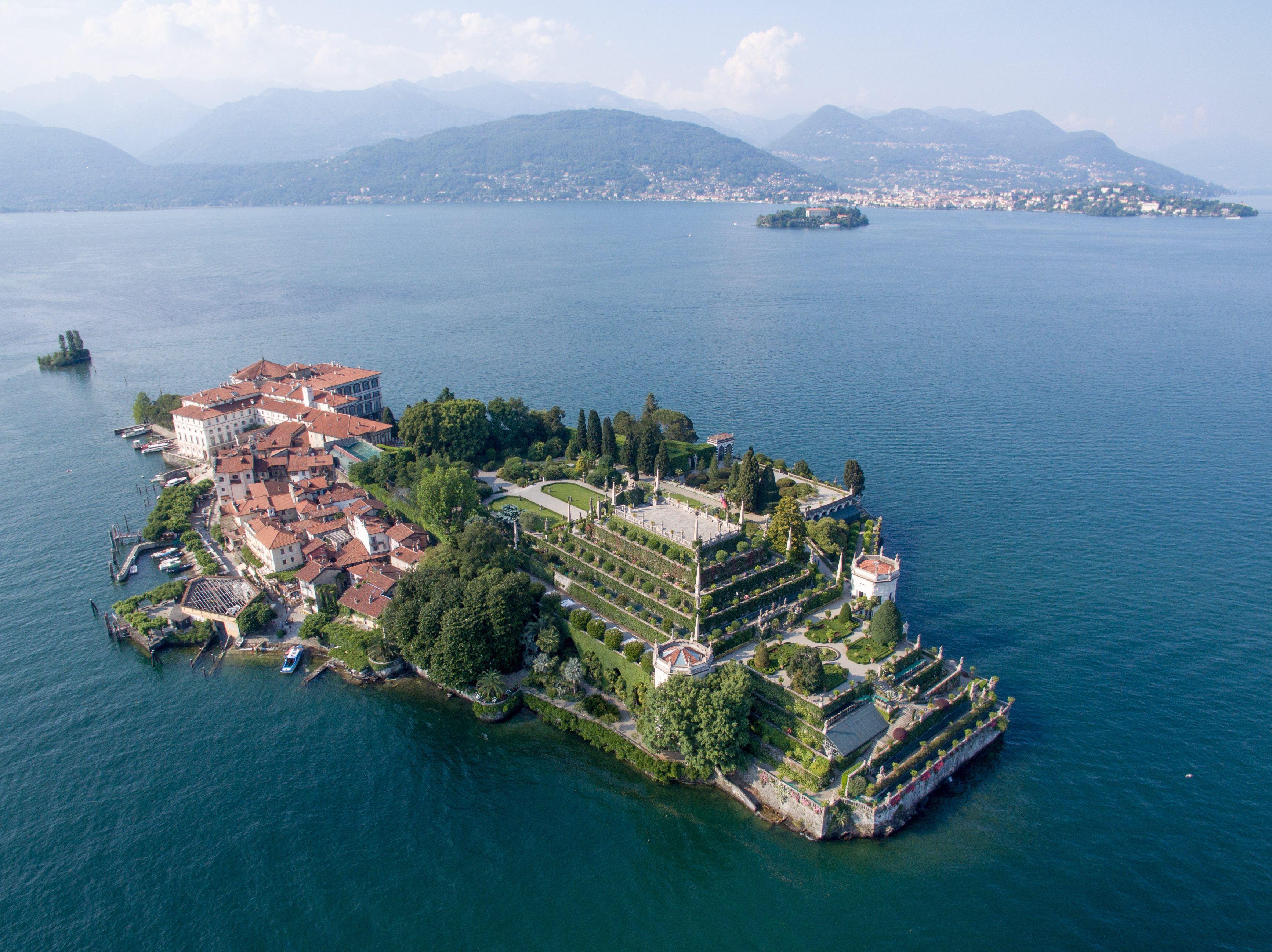
Palais Borromée d'Isola Bella (Lac Majeur)
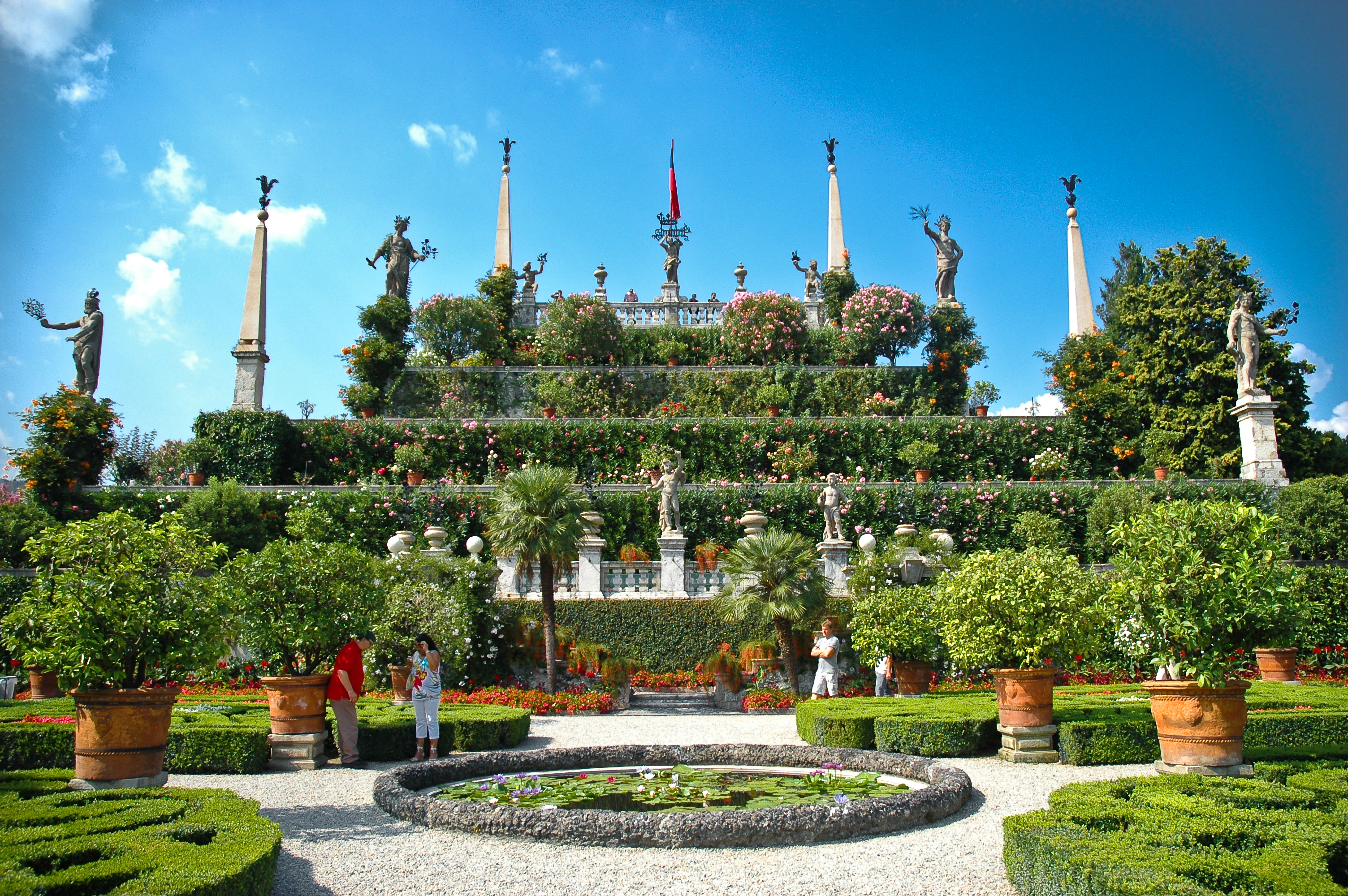
Palais Borromée (Isola Bella)
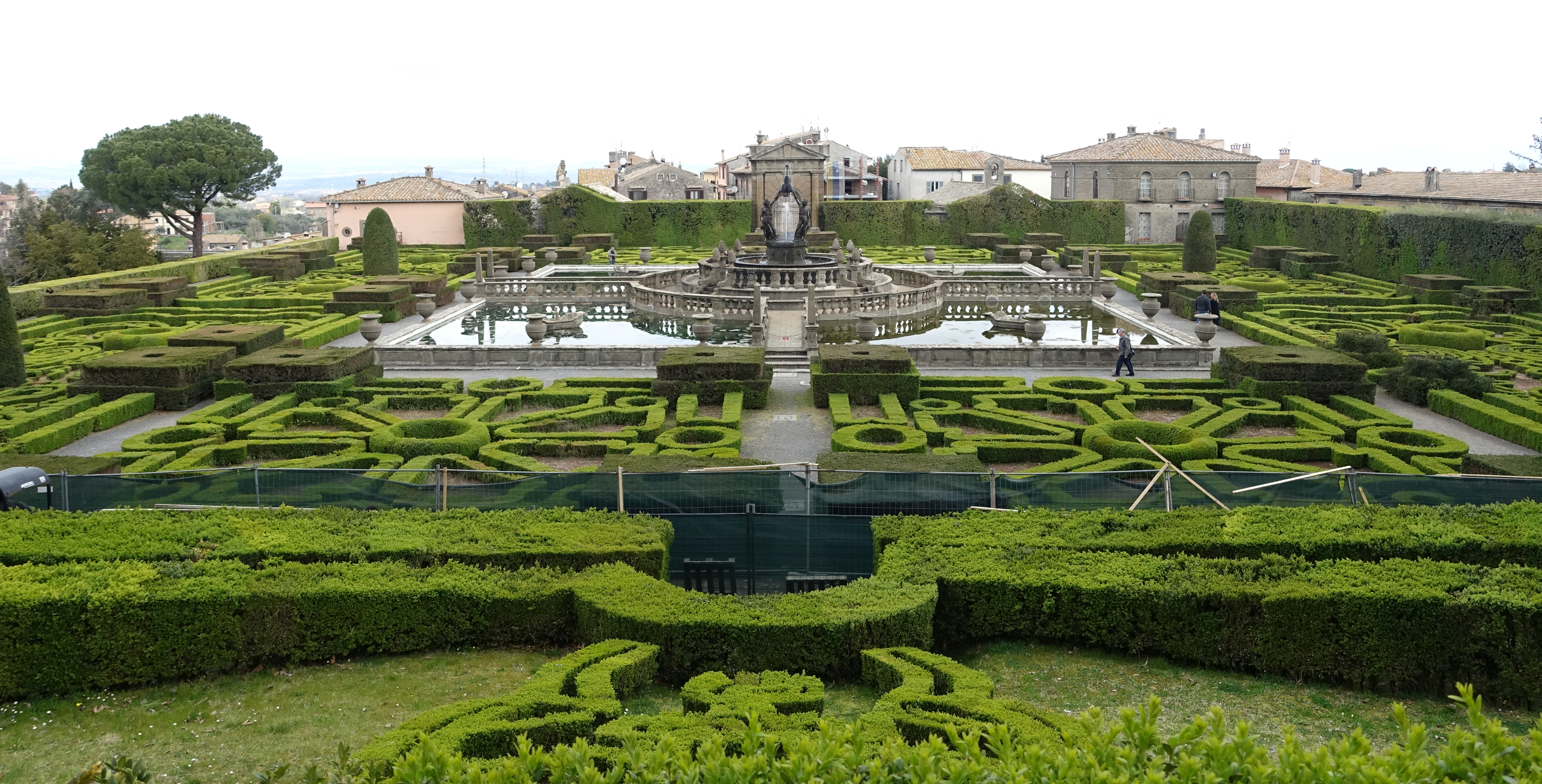
Villa Lante (Latium)
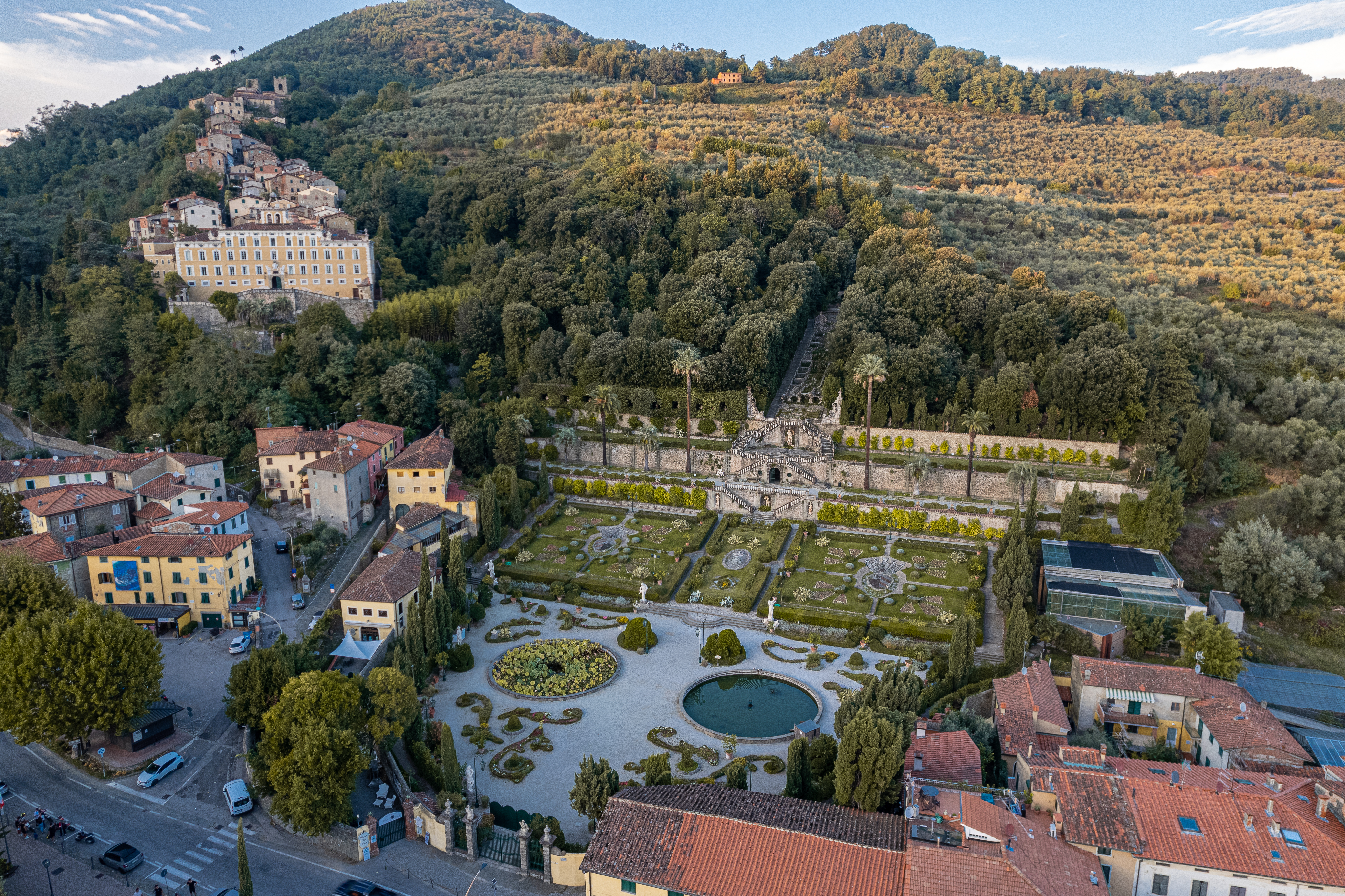
Villa Garzoni (Toscane)

## Liste de quelques jardins à l'italienne

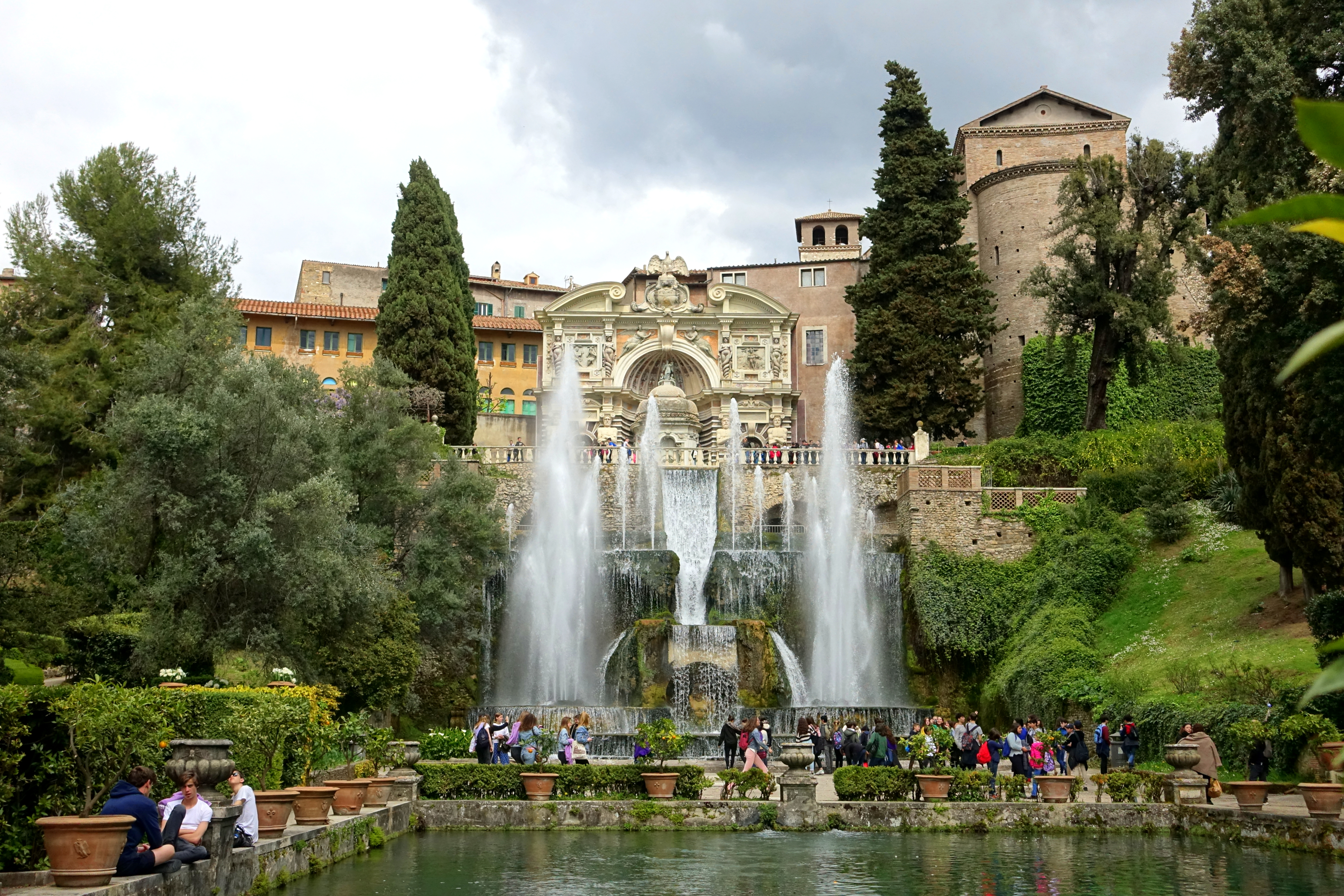
Villa d'Este, de Tivoli.

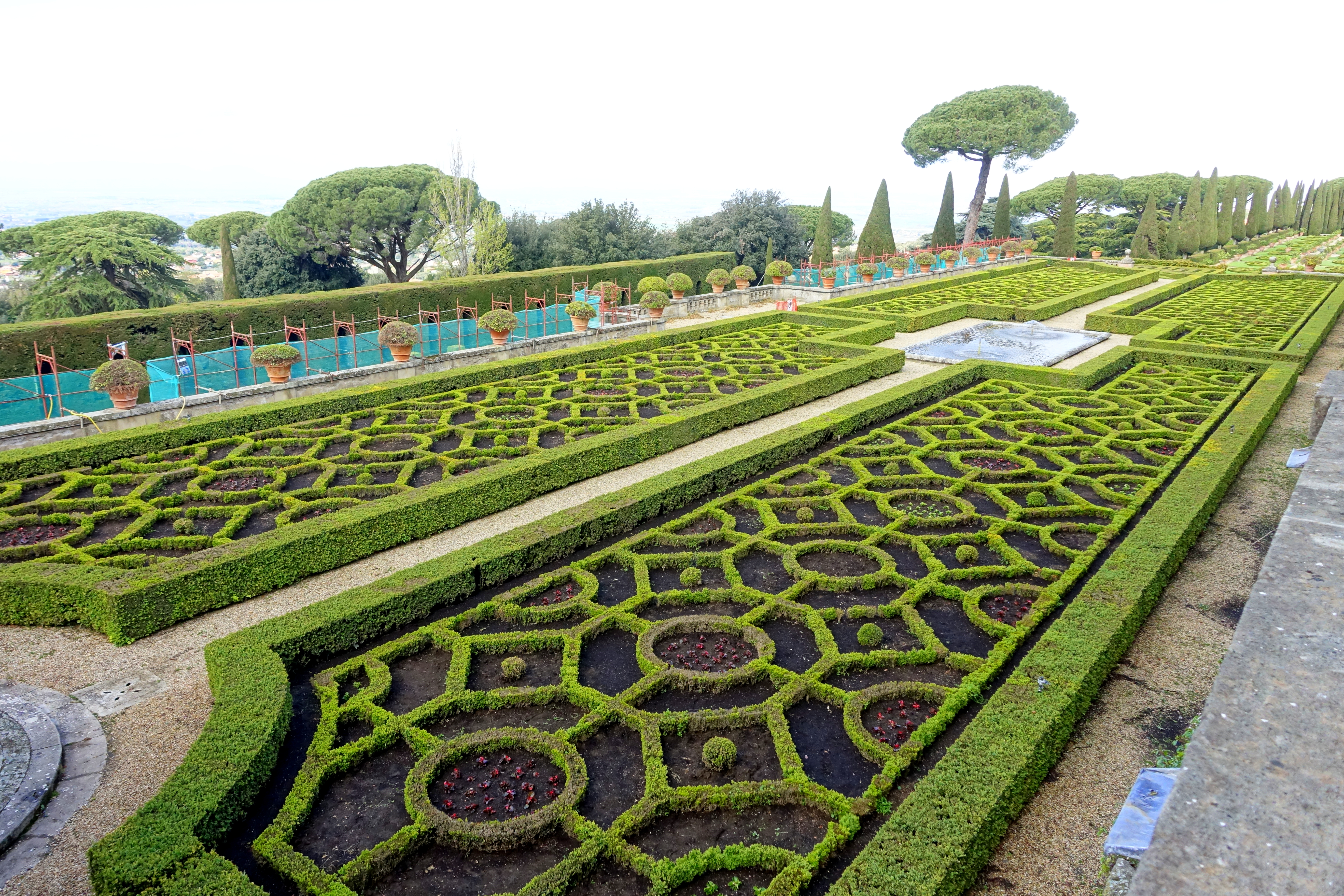
Jardin à l'italienne du palais des papes de Castel Gandolfo, près de Rome.

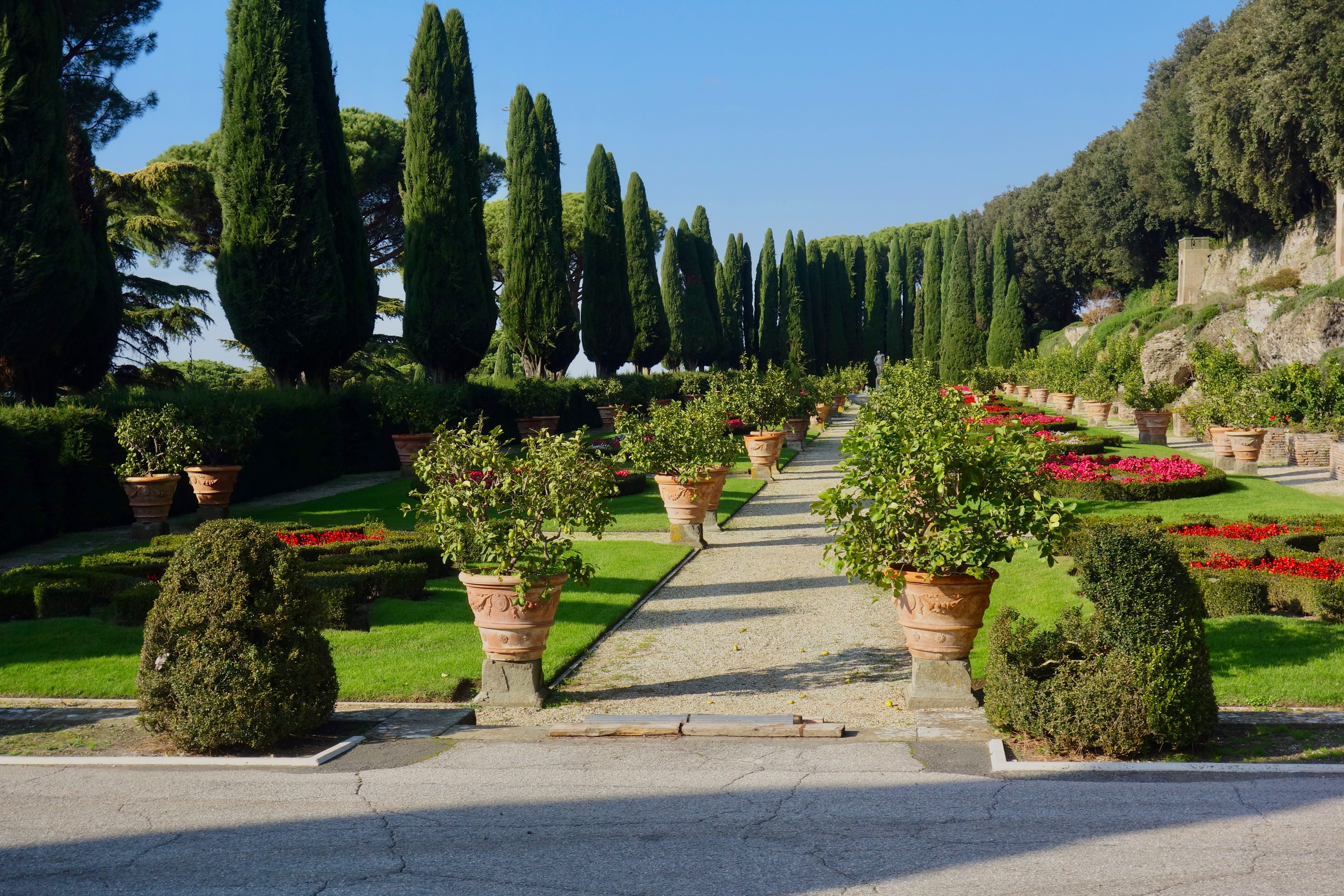
Palais des papes de Castel Gandolfo

- Liste de jardins en Italie (en).
- Grandi Giardini Italiani (association de « Grands jardins italiens »).

### Région de Rome
- Rome : Villa Borghèse
- Rome : jardins à l'italienne de la Villa Médicis.
- Rome : jardins à l'italienne de la Villa Madame
- Vatican : jardins du Vatican, et jardins à l'italienne de la Villa Pia
- Castel Gandolfo : Palais des papes de Castel Gandolfo

### Région de Florence
- Florence : jardins de la Villa La Pietra
- Florence : jardin de Boboli, jardin du Palais Pitti médicéens
- Florence : Jardins Oricellari, jardins du Palazzo Venturi Ginori actuel qui appartenaient à l'origine à la famille Rucellai
- Antella : jardins de la Villa Medicea di Lappeggi
- Cerreto Guidi : jardins de la Villa Medicea di Cerreto Guidi, pour le comte Guidi puis vendue à Cosme Ier de Médicis, au XVIe siècle
- Fiesole : jardins de la Villa Medicea di Fiesole, célèbre par les roses de son jardin secret.
- Montelupo  jardins de la Villa Medicea dell'Ambrogiana, par l'architecte  Buontalenti, vers 1587
- Pian del Giullari  jardins de la Villa Capponi (it), par Carlo Fontana
- Pratolino  jardins de la Villa di Pratolino, sous François Ier de Médicis en 1568, par l'architecte Buontalenti.
- San Piero a Sieve : jardins du Villa Medicea del Trebbio
- Sesto Fiorentino : jardin de la Villa Corsi Salviati (it)
- Settignano : jardins de la Villa Gamberaia
- Stia : jardins du Castello di Palagio

### Région de Sienne
- Sienne : jardins de la Villa di Fagnano (it), de l'architecte  Giovanni Battista Piccolomini
- Castelnuovo Berardenga : jardins de la Villa Chigi Saracini (it), de l'architecte Agostino Fantastici
- Castelnuovo Berardenga : jardins de la Villa di Geggiano (it)
- San Gusmè : jardins de la Villa Arceno (it)
- San Quirico d'Orcia - les jardins Leonini (Horti Leonini), en forme d'hexagone allongé
- Sovicille : jardins de la Villa Celsa (it)

### Région de Pise
- Agnano : jardins de la Villa Medicea di Agnano, construite pour Laurent le Magnifique
- Crespignano : jardins de la Villa Lanfr anchi, aménagée vers 1570, pour Jacopo VI Appiano d'Aragona, commandant de la Marine de Cosme Ier
- La Cava : jardins de la Villa Riccardi, famille florentine des Riccardi,
- Corliano : jardins de la Villa di Corliano

### Région de Lucques
- Lucques - Jardins de la Villa Bottini, unique exemple de jardin à l'intérieur de la ville
- Lucques - Jardins du palais Controni-Pfanner, aménagés au XVIIIe siècle par l'architecte Filippo Juvarra

### Région de Prato
- Jardins de la Villa di Artimino G. Zocchi, nommée la ferdinande car construite pour Ferdinand Ier par Buontalenti
- Jardins de la Villa di Poggio a Caiano, propriété de Laurent le magnifique en 1479

### Région de Pistoia
- Borgo a Buggiano - Jardins de la Villa Bellavista, de l'architecte florentin Antonio Maria Ferri, pour le compte de Francesco Feroni (1673),
- Jardins de la Villa di Montevettolini
- Jardins de la Villa Garzoni (aujourd'hui Gardi)
- Lamporecchio -  Jardins de la villa Rospigliosi, construite en 1667, pour Giulio Rospigliosi, élu pape sous le nom de Clément IX

## Jardins à l'italienne en France

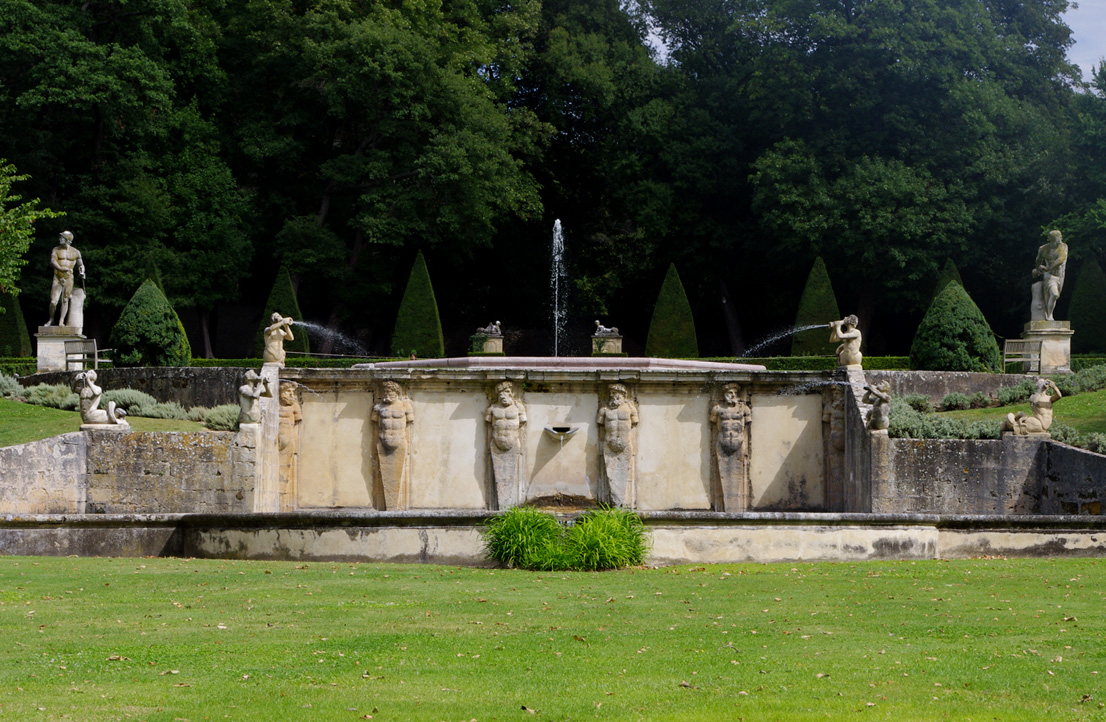
Terrasses, fontaines et statues à l'italienne du Jardin d'Albertas en Provence

- Jardins du château de Fontainebleau
- Jardins de château Gaillard (Amboise, en Indre-et-Loire)
- Jardins du château d'Ambleville (Val-d'Oise)
- Jardin d'Albertas de Bouc-Bel-Air (Provence)
- Jardins du château de Hierges (jardins mixtes à la française et à l'italienne, Ardennes)
- Jardins du château de Monceaux (Orne)
- Jardins de la Villa Ephrussi de Rothschild (Côte d'Azur)

## Jardins à l'italienne aux États-Unis
- Jardins de la Villa Getty, de Los Angeles en Californie.

## Musées
- Museo di Firenze com'era de Florence (Florence comme elle était, qui expose les 14 médaillons de Giusto Utens représentant des vues maquettes des villas et de leurs jardins à l'italienne).